# Bahnhof Müncheberg (Mark)

Der Bahnhof Müncheberg (Mark) ist ein Bahnhof in der Stadt Müncheberg im Landkreis Märkisch-Oderland. 1867 wurde er eröffnet. Von der Preußischen Ostbahn zweigten die Buckower Kleinbahn und die Müncheberger Kleinbahn ab. Letztere wurde um 1970 stillgelegt und anschließend abgebaut. Auch auf der Buckower Kleinbahn wurde 1998 der planmäßige Personenverkehr eingestellt. Heute wird diese noch als Museumsbahn betrieben. 2009 wurde der Bahnhof, insbesondere die Bahnsteige, modernisiert. Der Bahnhof ist denkmalgeschützt.

## Lage
Der Bahnhof Müncheberg (Mark) befindet sich am Streckenkilometer 45,8 der Preußischen Ostbahn und ist bzw. war Ausgangspunkt der Buckower Kleinbahn und der Müncheberger Kleinbahn und liegt ca. 3 km nördlich des eigentlichen Ortskerns der Stadt Müncheberg. Die nächste Station Richtung Osten ist der ungefähr 3 km entfernte Haltepunkt Obersdorf; in Richtung Westen der etwa 15 km entfernte Bahnhof Rehfelde. Der Müncheberger Bahnhof grenzt an die Bahnhofstraße. An beiden Bahnübergängen kreuzt sich die Bahnstrecke mit der Bundesstraße 168 und der Dahmsdorfer Straße. Außerdem liegt der Bahnhof im Verkehrsverbund Berlin-Brandenburg (VBB).

## Geschichte

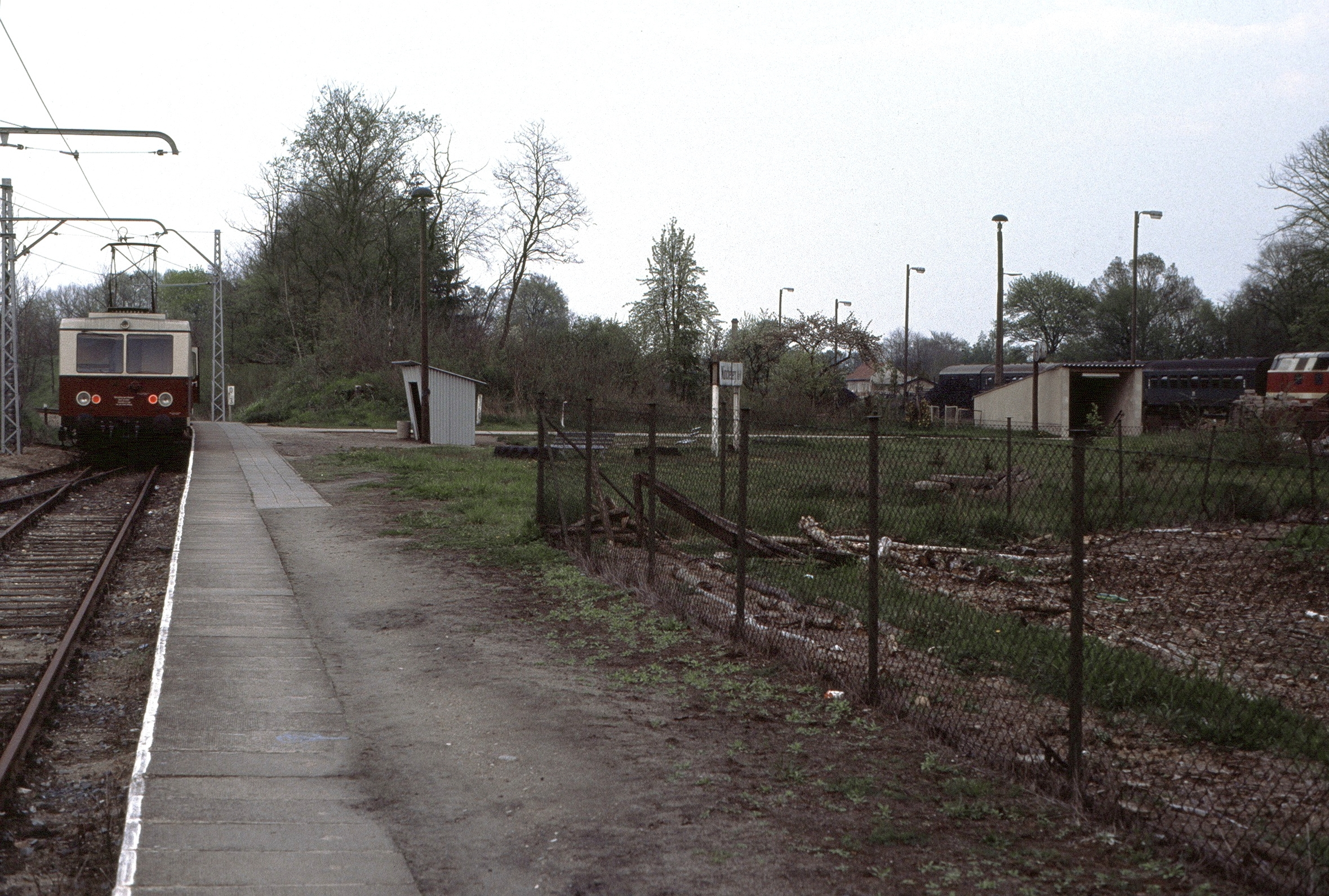
Bahnsteig der Buckower Kleinbahn, rechts die Anlagen der Hauptbahn, 1991

Der Bahnhof Müncheberg (Mark) wurde am 1. Oktober 1867 in Betrieb genommen und trug zunächst den Namen Dahmsdorf-Müncheberg. Erst später erhielt er die heutige Bezeichnung Müncheberg (Mark). 1897 wurde die schmalspurige Buckower Kleinbahn eröffnet, die nördlich des Staatsbahnhofes ihren eigenen Bahnhof hatte. Die Müncheberger Kleinbahn kam 1909 dazu. 1930 wurde die Buckower auf Normalspur umgebaut, so dass ein Wagenübergang westlich des Bahnhofes möglich war, gleichzeitig wurde die Strecke elektrifiziert.
Am 18. Januar 1944 ereignete sich ein schwerer Zugunfall, als ein Schnellzug aus Küstrin auf einen stehenden Zug auffuhr. 56 Menschen kamen dabei ums Leben, weitere 159 wurden verletzt.
Gegen Ende des Zweiten Weltkriegs im April 1945 wurde der Bahnhof geschlossen und noch im selben Jahr wiedereröffnet. 1971 wurde auf der Müncheberger Kleinbahn der komplette Zugbetrieb eingestellt und die Gleisanlagen noch in den 1970er Jahren abgebaut. Einige Bahnanlagen dieser Strecke waren im Müncheberger Bahnhof bis zum Umbau noch erhalten.
Am 5. August 2002 wurde Gleis 1 vom Netz getrennt und seitdem nicht mehr genutzt. Von 2009 bis 2010 wurde der Bahnhof Müncheberg modernisiert und umgestaltet. Dafür erfolgte die Bereitstellung von etwa 900.000 Euro Fördergelder. Der erste Spatenstich war am 1. September 2009. Am 17. Dezember desselben Jahres wurde der neue Bahnsteig in Betrieb genommen. Im April 2010 waren die Arbeiten für die Umgestaltung des Bahnhofsumfeldes abgeschlossen. Dazu fand eine Einweihungsfeier statt. Ende August 2011 wurde am Bahnübergang das ehemalige, heute nicht mehr genutzte Gleis 1 herausgeschnitten. Im November 2011 erfolgte der Rückbau der ehemaligen Formsignal-Signalbrücke. Diese wurde auf dem musealen Teil des Bahngeländes der Buckower Kleinbahn wieder aufgebaut. Im Dezember 2011 wurde Müncheberg an das elektronische Stellwerk in Küstrin-Kietz angeschlossen. Seit Januar 2012 befindet sich in der ehemaligen Pumpstation eine Ferienwohnung.

## Anlagen

### Ensemble

Grundriss des Bahnhofsgebäudes beim Bau, 1867

Die Bahnhofsanlage Müncheberg, „bestehend aus Empfangsgebäude und Bahnhofsvorplatz, Inselbahnsteig mit Unterführung, nordöstliches Stellwerk, zwei Bahnarbeiterhäusern (mit Nebengebäuden) Eisenbahnweg 2/2a, 3/3a und Dahmsdorfer Straße 10/10a, 11/11a und 12 sowie Werkstattgebäude (Schmiede) Signalbrücke und Wasserkran“, steht unter Denkmalschutz. Ebenfalls in der Denkmalliste erwähnt sind Bahnhofsvorplatz und Pflasterung.

### Empfangsgebäude
Das Bahnhofsgebäude ist ein 1867 gebautes, um 1910 erweiterter Bau aus gelben Ziegeln mit Walmdach. Es besteht aus drei drei- bzw. zweigeschossigen Teilen mit vier, fünf bzw. acht Achsen.

### Bahnsteige und Gleise

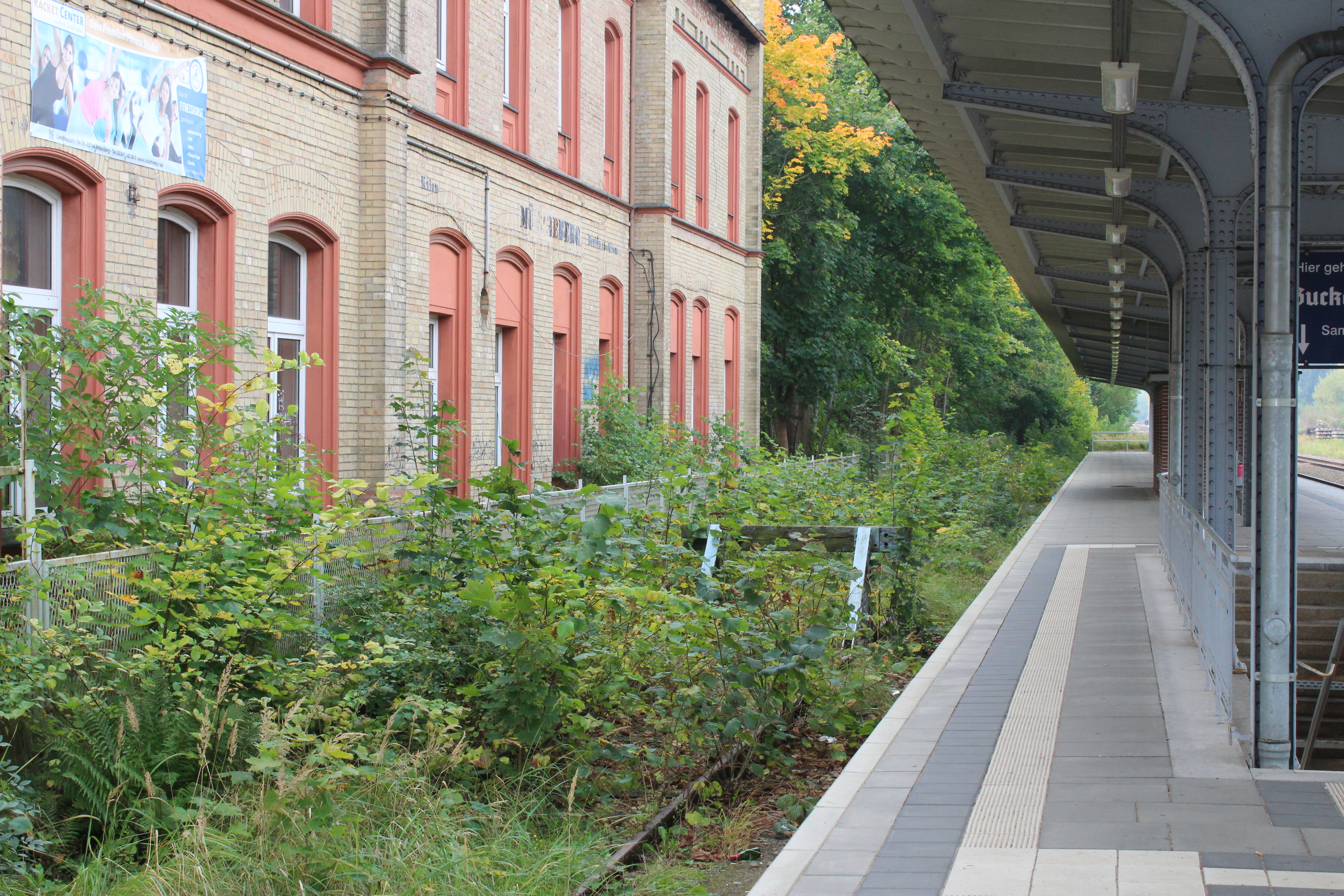
Nicht mehr genutztes Bahnsteiggleis (2017)

Einst verfügte der Bahnhof Müncheberg (Mark) über insgesamt sieben Gleise, davon drei Bahnsteiggleise. Die restlichen Gleise dienten der Güterabfertigung. Die Bahnsteiggleise hatten eine Länge von 1040 m und 940 m. Die Bahnsteige dort waren 350 m und 280 m lang.
Die Länge der Gleise des Güterbahnhofs betrugen 610 m, 540 m und 460 m.
Die Gleise, an denen die Züge der Buckower Kleinbahn hielten, waren je 145 m lang. Ein Bahnsteig am südlicheren Gleis hatte eine Länge von 110 m. Das andere Gleis auf dieser Seite besaß keinen Bahnsteig.
Der einzige heute noch genutzte Bahnsteig ist etwa 140 m lang und 55 cm hoch. Zudem gibt es noch nördlich des Bahnsteiggleises ein Durchfahrtsgleis. Das Bahnsteiggleis direkt am Empfangsgebäude war viele Jahre ungenutzt, wurde jedoch für den ab 2024 geplanten 30-Minuten-Takt der RB26 zwischen Berlin und Müncheberg erneuert. Im Rahmen dieser Arbeiten wird auch der Bahnsteig für die Nutzbarkeit dieses Gleises angepasst.

### Anlagen zur Güterabfertigung

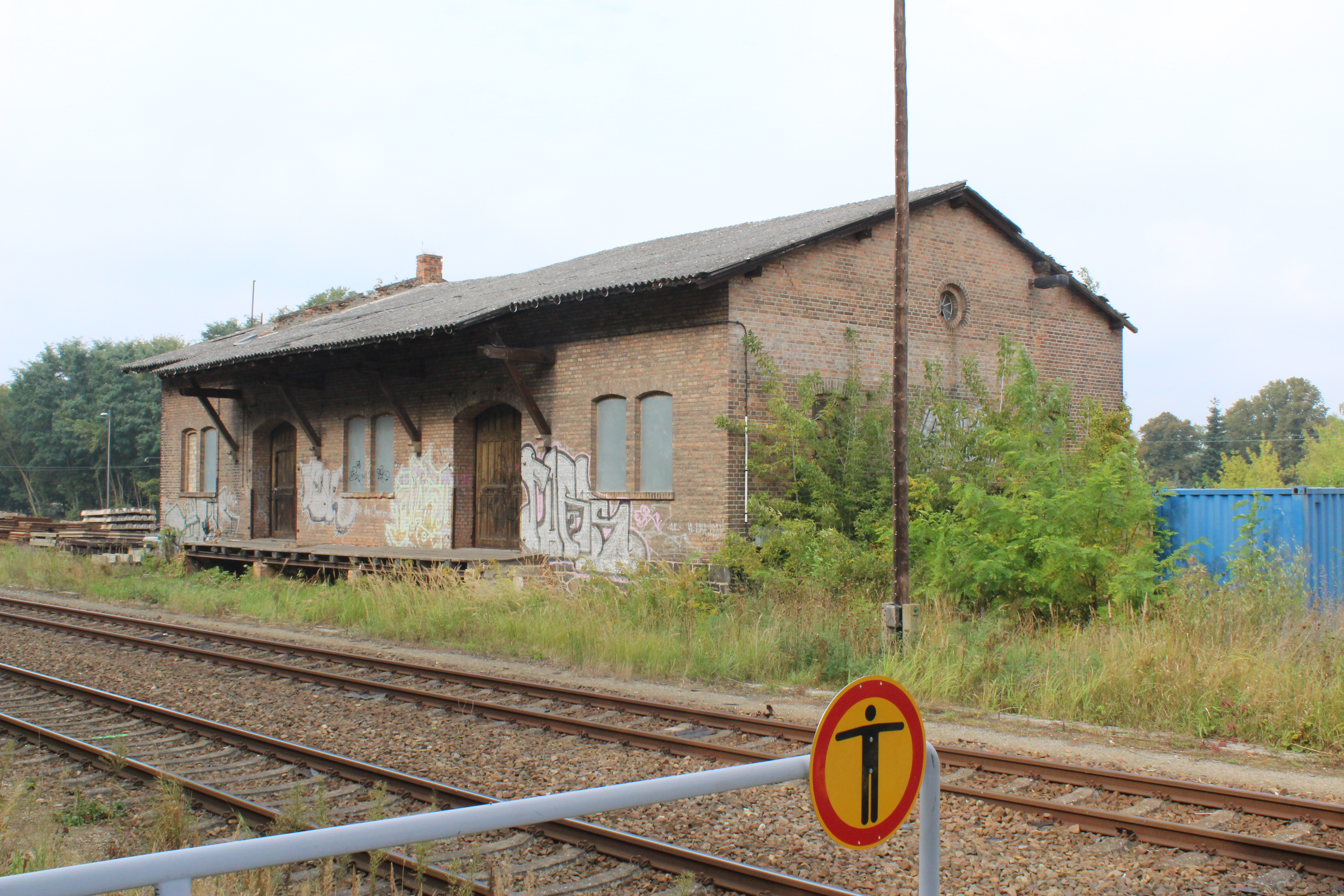
Güterschuppen (2017)

Zu den Anlagen, die zur Güterabfertigung dienten, gehörten ein Güterschuppen, eine Gleiswaage und eine 600 m lange Ladestraße.

### Weitere Anlagen

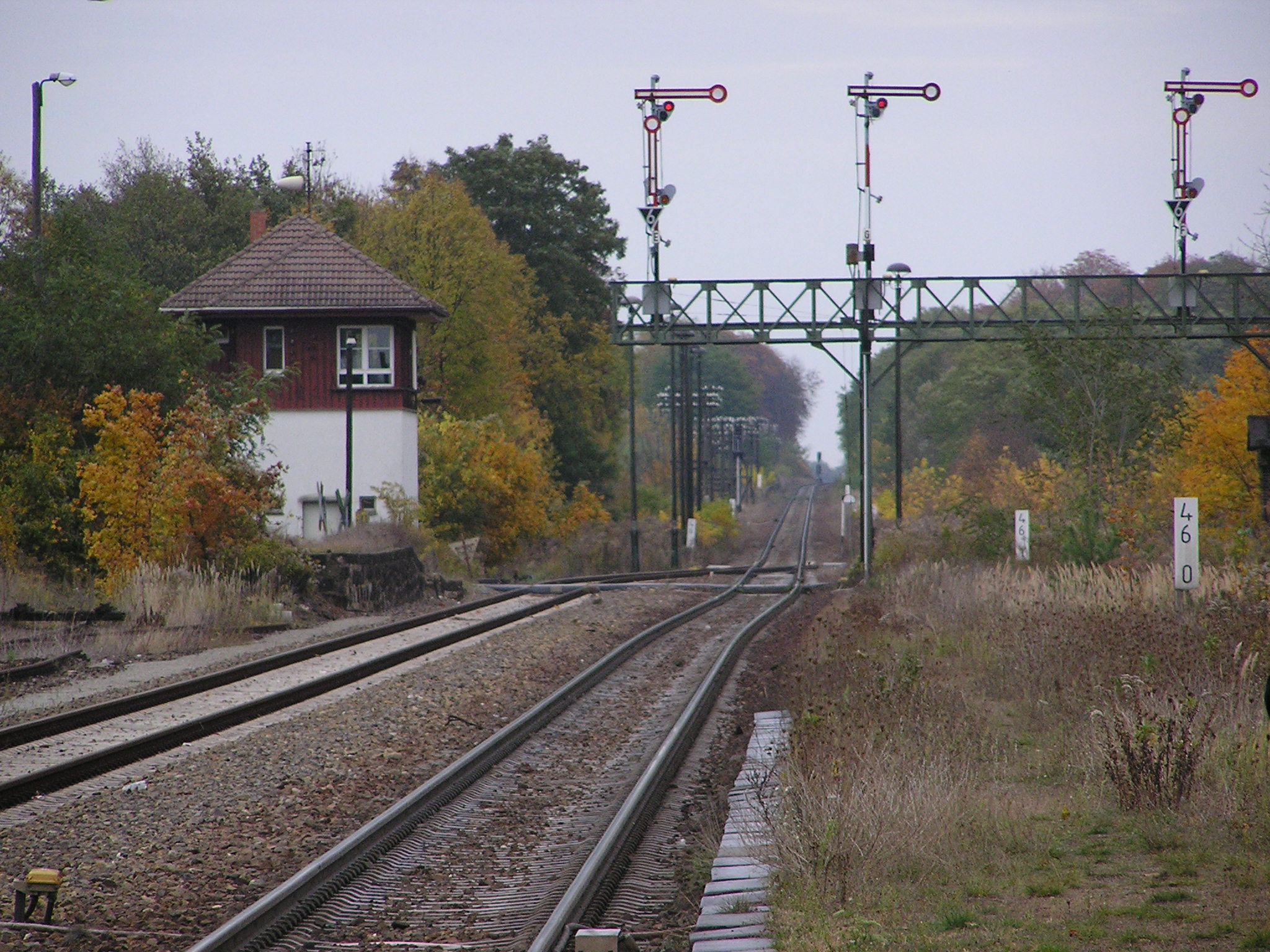
Östliche Ausfahrt mit Signalbrücke und Stellwerk (2004)

Das nordöstlich gelegene Befehlsstellwerk B2 entstand um 1910 und ist ein zweigeschossiger Bau aus Bruchstein mit Walmdach. Das Obergeschoss ist verbrettert. Wie das Wärterstellwerk W1 besaß es mechanische Stellwerkstechnik; beide Stellwerke wurden am 26. November 2011 außer Betrieb genommen.
Zudem gehörten zum Bahnhof ehemals noch eine Signalbrücke, eine Pumpstation, ein Wasserturm und ein Schrankenposten zur Bedienung der Schrankenanlagen an den Bahnübergängen. Von den Bahnsteigen der Ostbahn führt eine Fußgängerunterführung noch heute zu den Gleisen der Buckower Kleinbahn. An den beiden Enden der Betriebsstelle befinden sich zwei Bahnübergänge.

## Personenverkehr

### Regionalbahnverkehr
Der Bahnhof Müncheberg (Mark) wird durch die Regionalbahn RB 26, die die Niederbarnimer Eisenbahn betreibt und zwischen Berlin Ostkreuz und Kostrzyn nad Odrą (Küstrin) verkehrt, jede Stunde bedient. Seit dem 20. März 2016 gibt es einzelne Züge, die von Kostrzyn über Gorzów Wielkopolski (Landsberg an der Warthe) weiter nach Krzyż (Kreuz an der Ostbahn) verkehren.
| Linie                    | Linienverlauf | Takt (min) | EVU                      |
| ------------------------ | --- | ---------- | ------------------------ |
| RB 26                    | (Berlin Ostkreuz –) Berlin-Lichtenberg – Berlin-Mahlsdorf – Strausberg – Müncheberg (Mark) – Seelow-Gusow – Werbig – Küstrin-Kietz – Kostrzyn (– Gorzów Wielkopolski) | 60         | Niederbarnimer Eisenbahn |
| Stand: 10. Dezember 2023 | |            |                          |

### Museumsbetrieb

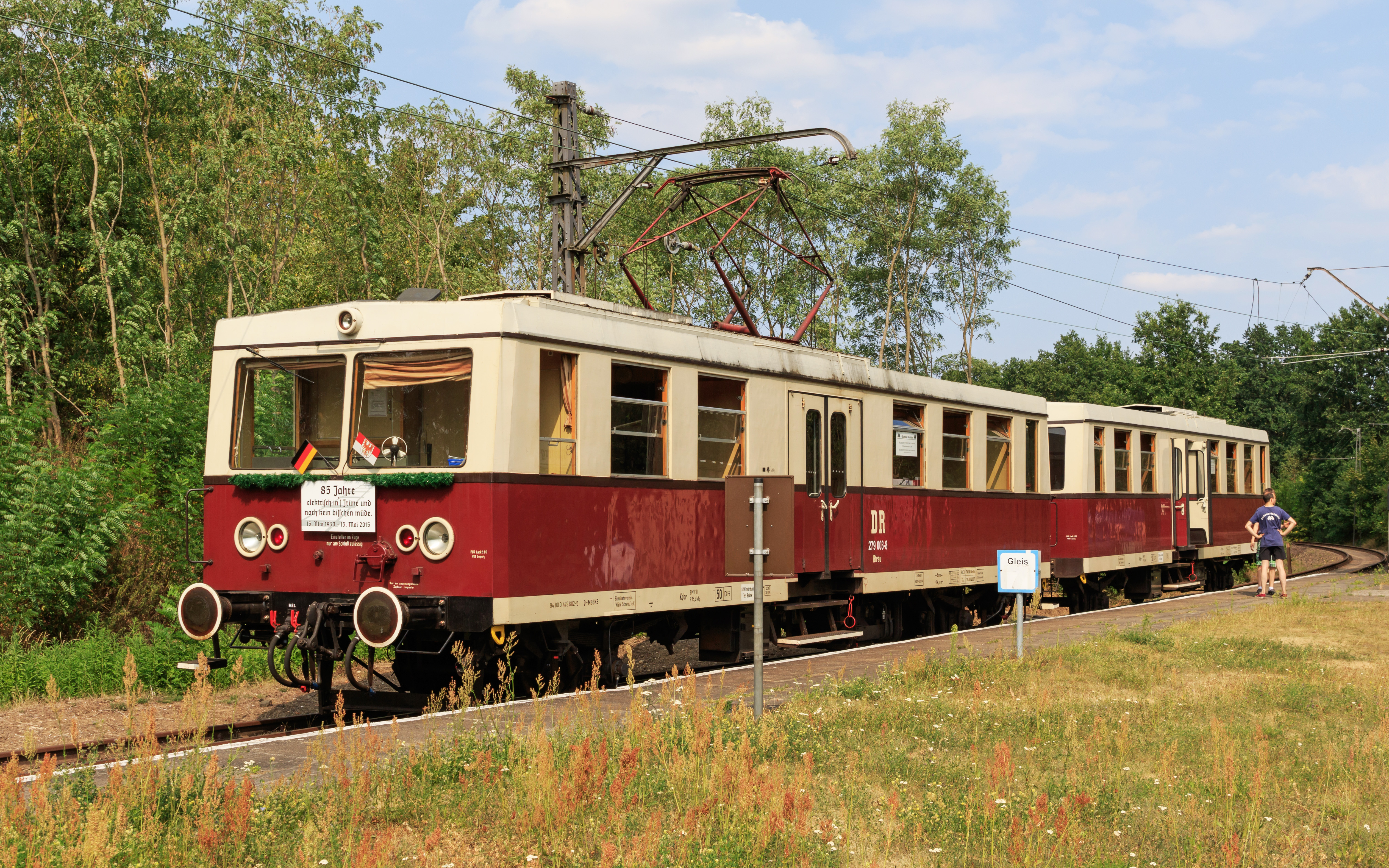
Ein Zug der Buckower Kleinbahn als Museumsbahn im Bahnhof Müncheberg

Nachdem der planmäßige Linienverkehr auf der Buckower Kleinbahn 1998 endgültig eingestellt worden war, verkehren auf der Strecke nur noch an Wochenenden und Feiertagen Züge als Museumsbahn, die siebenmal täglich von Müncheberg über Waldsieversdorf nach Buckow fahren.

### Busverkehr
Mehrere Buslinien der Märkisch-Oderland-Bus GmbH, einem Unternehmen der transdev, fahren den Bahnhof Müncheberg an. Sie halten direkt südlich des Bahnhofes in der Nähe des P&R-Platzes. Während die Linien 928 und 939 (Stadtbus Müncheberg) einen regelmäßigen Takt aufweisen, verkehren alle anderen Buslinien nur vereinzelt über den Tag verteilt. Am Wochenende besteht auf den Linien 928 und 939 jeweils ein Zwei-Stunden-Takt.
| Linie | Verlauf                                            | Takt          |
| ----- | -------------------------------------------------- | ------------- |
| 926   | Müncheberg Bhf – Buckow – Bollersdorf – Strausberg | Einzelfahrten |
| 928   | Müncheberg Bhf – Waldsieversdorf – Buckow          | 60' (HVZ 30') |
| 929   | Müncheberg Bhf – Hasenholz – Buckow – Strausberg   | Einzelfahrten |
| 939   | Müncheberg Bhf – Müncheberg Stadt                  | 60' (HVZ 30') |
| 955   | Seelow – Diedersdorf – Müncheberg Bhf – Strausberg | Einzelfahrten |